# みのや雅彦 ザ・対談
『みのや雅彦 ザ・対談』とは、STVラジオで放送されていたラジオ番組である。パーソナリティはみのや雅彦。2006年10月7日開始、2007年3月31日放送終了。みのや雅彦のサンデーパラダイスの終了に伴い「日曜対談ザ・プロフィール」 のコーナーを独立させた形となる。

## 放送時間
- 毎週土曜日 21:00 - 21:30

| スタブアイコン | サブスタブ | この項目は、まだ閲覧者の調べものの参照としては役立たない、ラジオ番組に関連した書きかけの項目です。この項目を加筆・訂正などしてくださる協力者を求めています（P:ラジオ/PJ:放送番組）。 |